# Cazamariposas
Cazamariposas va ser un programa de televisió dedicat principalment al món dels famosos i als reality shows de Mediaset, tot això a través de reportatges i entrevistes, comptant amb les opinions dels col·laboradors des d'un enfocament irònic i satíric. El format estava presentat per Nando Escribano i Núria Marín, sent substituïts ocasionalment per Germán González.
Cazamariposas estava produït per La Fàbrica de la Tele i es va emetre a Divinity entre el 4 de juny de 2013 i el 7 de febrer de 2020. Així mateix, en èpoques puntuals, es van emetre versions del programa a l'access prime time de Telecinco –entre el 4 de juny de 2014 i l'estiu de 2016– i Cuatro –entre el 5 de juny i el 12 de juliol del 2019.